# Oreocossus
Oreocossus este un gen de insecte lepidoptere din familia Cossidae.

Cladograma conform Catalogue of Life:
| Oreocossus | \| \| Oreocossus kilimanjarensis \| \| \| \| \| \| Oreocossus occidentalis \| \| \| \| \| \| Oreocossus ungemachi \| \| \| \| |
|            | \| \| Oreocossus kilimanjarensis \| \| \| \| \| \| Oreocossus occidentalis \| \| \| \| \| \| Oreocossus ungemachi \| \| \| \| |
|            | Oreocossus kilimanjarensis |
|            | |
|            | Oreocossus occidentalis |
|            | |
|            | Oreocossus ungemachi |
|            | |